# Kim Han-min
Dans ce nom coréen, le nom de famille, Kim, précède le nom personnel.
Kim Han-min (김한민) est un réalisateur, scénariste, producteur, monteur adaptateur et acteur sud-coréen, né le 5 novembre 1969 à Suncheon.

## Filmographie

### En tant que réalisateur
- 2006 : Paradise Murdered (극락도 살인사건)
- 2009 : Hand Phone (핸드폰)
- 2011 : War of the Arrows (최종병기 활)
- 2014 : The Admiral: Roaring Currents (명량-회오리바다)
- 2022 : Hansan : La Bataille du dragon (한산: 용의 출현)

Prochainement
- 2023 : Noryang (노량: 죽음의 바다)

### En tant que scénariste
- 2006 : Paradise Murdered (극락도 살인사건)
- 2011 : War of the Arrows (최종병기 활)
- 2014 : The Admiral: Roaring Currents (명량-회오리바다)
- 2022 : Hansan : La Bataille du dragon (한산: 용의 출현) de lui-même

### En tant que producteur
- 2014 : The Admiral: Roaring Currents (명량-회오리바다)
- 2022 : Hansan : La Bataille du dragon (한산: 용의 출현) de lui-même

### En tant qu'adaptateur
- 2009 : Hand Phone (핸드폰)

### En tant qu'acteur
- 2007 : A Wintering
- 2009 : Hand Phone (핸드폰)
- 2022 : Hansan : La Bataille du dragon (한산: 용의 출현) de lui-même : Kwon-yul

### Courts-métrages
- 1995 : A Painter Story
- 1995 : Beyond…
- 1997 : Sympathy
- 1997 : Rush
- 1995 : A Painter Story
- 1999 : Sunflower Blues
- 2003 : Three Hungry Brothers

## Distinctions

### Récompenses
- Blue Dragon Film Awards 2007 :
  - Meilleur scénariste pour Paradise Murdered
  - Meilleur nouveau réalisateur pour Paradise Murdered
- Korean Film Awards 2007 :
  - Meilleur scénariste pour Paradise Murdered
  - Meilleur nouveau réalisateur pour Paradise Murdered

### Nominations
- Grand Bell Awards 2007 : Meilleur nouveau réalisateur pour Paradise Murdered
- Blue Dragon Film Awards 2011 : Meilleur réalisateur pour War of the Arrows
- Festival du film asiatique de Deauville 2012 : Lotus Action Asia pour War of the Arrows
- Buil Film Awards 2014 : Meilleur réalisateur pour The Admiral: Roaring Currents